# Cataglyphis pallida
Cataglyphis pallida es una especie de hormiga del género Cataglyphis, familia Formicidae. Fue descrita científicamente por Mayr en 1877.
Se distribuye por Afganistán, China, Kazajistán, Kirguistán, Turkmenistán y Rusia.

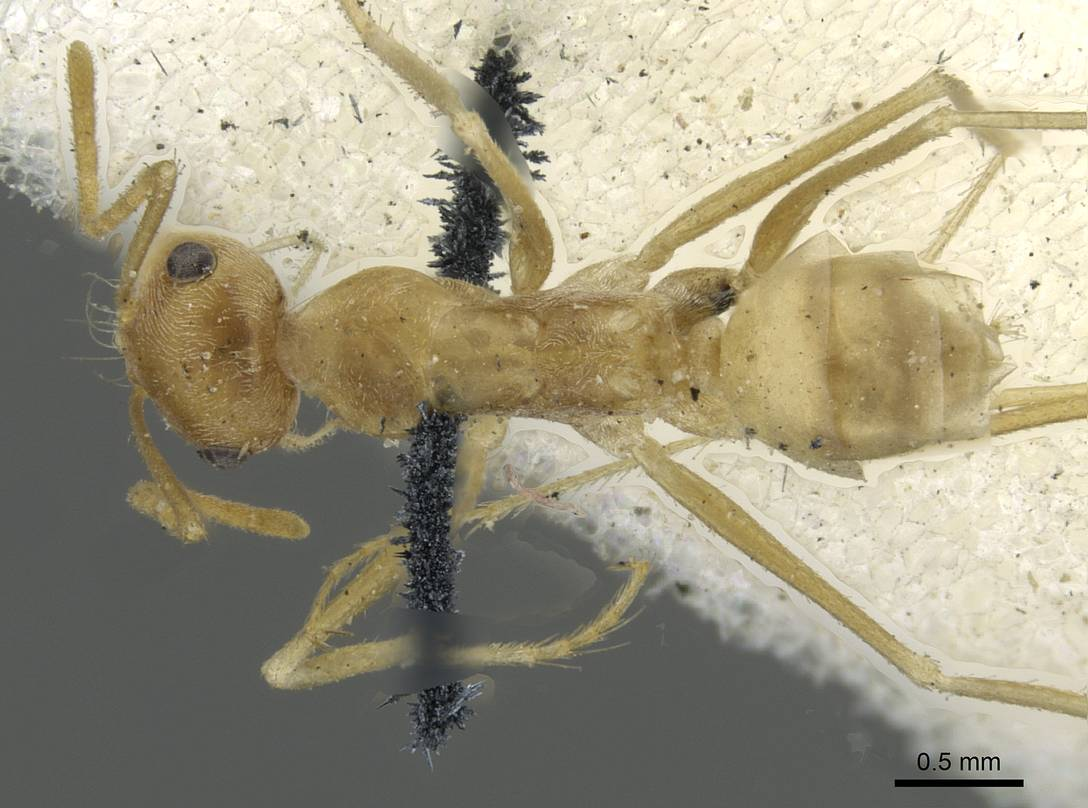
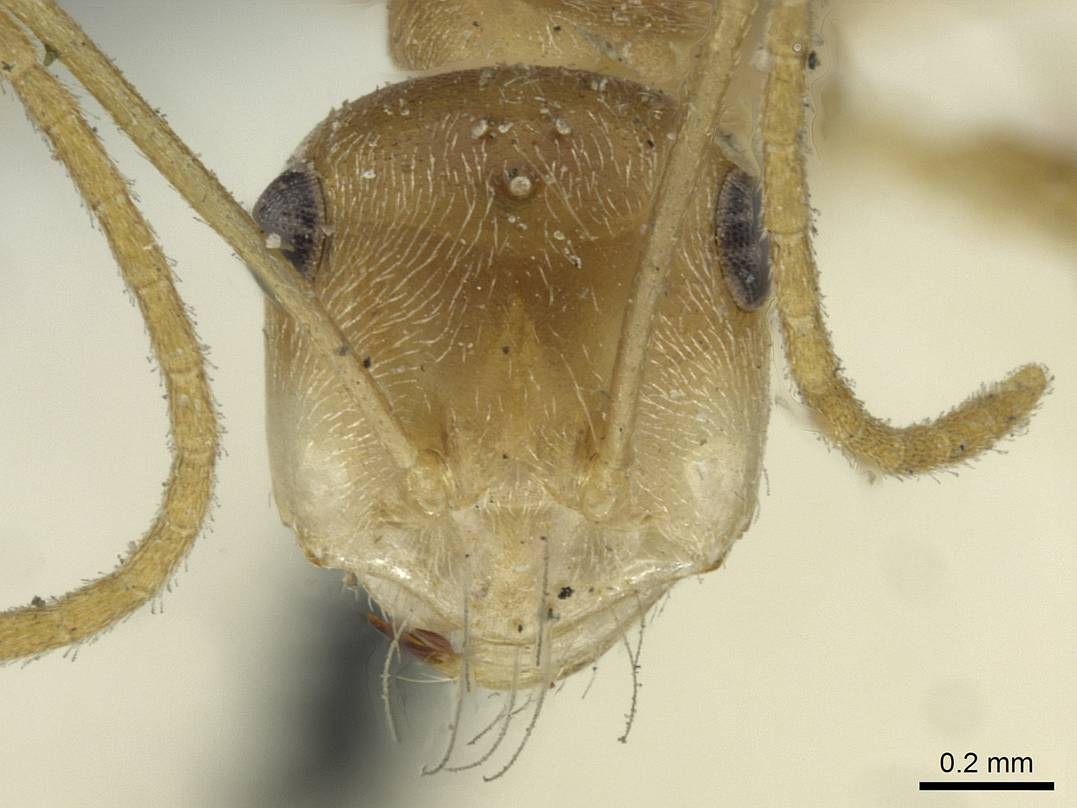